# Superhuman
"Superhuman" is een nummer van R&B-zanger Chris Brown, een samenwerking met singer-songwriter Keri Hilson. Het wordt als tweede single uitgebracht ter promotie van het album Exclusive: The Forever Edition en is hiermee de zesde single van het album Exclusive. De videoclip is reeds opgenomen tegelijkertijd met de clip voor het nummer "Dreamer". 